# Domingo de Errázuriz Madariaga
Domingo de Errázuriz Madariaga (Santiago, 1754 - ibídem, 1821) fue un abogado, sacerdote y canónigo chileno. Fue superintendente de la construcción del templo votivo a Nuestra Señora del Carmen en Maipú.

## Origen
Hijo de Francisco Javier Errázuriz Larraín y de María del Loreto Madariaga y Lecuna Jáuregui Carrera. Fue el tercero de los hijos varones de su hogar. Domingo es el séptimo hijo de sus padres. Sus hermanos fueron Francisco Javier, José Antonio y Santiago Errázuriz Madariaga.

## Estudios y vocación religiosa
El joven Errázuriz inició sus estudios primarios en el Convento de San Francisco, siguiendo hasta los cursos de Filosofía y Teología. Ingresó en 1774, como sus tres hermanos, en la Real Universidad de San Felipe graduándose en ella de bachiller en Filosofía y Teología en enero de 1777. Se matrícula para estudiar leyes el 25 de abril de 1776 y se tituló en Leyes tres años más tarde el 29 de enero de 1780 y recibiendo su diploma de doctor el 30 de noviembre de 1784, esto es a los 30 años de edad. Durante el curso de sus estudios, el joven bachiller se opuso a la Cátedra de Instituta y fue nombrado Regente de la de Artes, siendo también designado consiliario menor de la misma Universidad. Luego ocupó por espacio de dos años la Regencia de la Cátedra de Prima de Cánones y volvió a desempeñar en 1797 la de Artes.

### Vocación religiosa
Por razones de antigüedad pará el Doctor Errázuriz a ser uno de los dieseis examinadores de número del referido establecimiento y como su hermano don José Antonio, también Domingo se ocupó durante varios años del arreglo y clasificación de los libros procedentes de la Biblioteca de la Compañía de Jesús.
Con fecha 5 de enero de 1780, el obispo Manuel de Alday impuso a Domingo Errázuriz las órdenes religiosas, teniendo 26 años. Misión para la cual sentía desde su tierna infancia una vocación manifiesta. Este mismo prelado le nombró al año siguiente Capellán del Hospital de mujeres de San Francisco de Borja, cargo que desempeñó varios años con gran celo y abnegación, mereciendo el justó elogio de sus superiores. Durante su cometido contrajo una fiebre chavalongo que, como se sabe hoy no es otra cosa que el terrible tifus exantemático, que casi lo llevó a la tumba y dejó resentida su salud para todo el resto de su vida.

### Cargos eclesiásticos
Con su organismo muy afectado pasó Domingo de Errázuriz en 1793 a servir el cargo de Capellán del Monasterio del Carmen de San Rafael, que desempeñó con la mayor solitud durante tres años hasta que fue trasladado a la Dirección de la Casa de Ejercicios Espirituales, por designación del nuevo Obispo de Santiago, don Francisco José de Marán. 
.
En 1798, el abnegado Capellán fue nombrado Visitador del Obispado y los límites australes llegaban hasta Talca, y debió recorrer las comarcas sureñas. Acompañó también, durante seis meses, en calidad de Secretario, a su hermano don José Antonio, entonces Tesorero de la Catedral, en la visita general de las provincias del norte.
Bien impresionado de las cualidades y virtudes de su subordinado, el Obispo Marán le recomendó al Rey, en 1803 para una canonjía doctoral que había vecado en la Catedral, que era precisamente la que había desempeñado su mencionado hermano, por el conocimiento que tiene de su arreglada conducta, virtud y juicio, y que al mismo tiempo había manifestado sus talentos en la oposición que acaba de hacer, le conceptúa a la real beneficencia de Su Majestad.

Cuando se iniciaron los disturbios suscitados por nuestra emancipación, don Domingo de Errázuriz, como casi todos los miembros de su familia, abrazó la causa de la Independencia y, a pesar de la oposición librada en el seno del Cabildo Eclesiástico, aceptó el nombramiento de Provisor del Obispado después de la deposición del Obispo Rodríguez Zorrilla, sirviendo este cargo por algún tiempo, hasta la muerte del Obispo Martínez de Aldunate.[cita requerida]

Los sentimientos patriotas que embargaban al nuevo provisor, que fue más tarde nombrado Canónigo. No debemos olvidar que Domingo de Errázuriz era primo hermano de otro Canónigo, José Joaquín Cortés Madariaga, el famoso tribuno de Caracas, cuya memoria se venera en la capital venezolana como la de uno de los más populares padres de la patria a quien se ha erigido un importante monumento público.
A imitación de su primo, pero con mucho menor fogosidad, ya que sus achaques se lo impedían, Domingo de Errázuriz es un entusiasta partidario de nuestra emancipación. Existe un documentó que prueba claramente la índole de su sentimiento a este respecto. Es una comunicación firmada por el General San Martín que dice: 

Se ha verificado en la Capital de Buenos Aires una subscripción a favor de las viudas y huérfanos que resultaron de las memorables jornadas del Maipú, la cual ha producido la cantidad de mil cuatrocientos y más pesos. Para su distribución equitativa entre los accionistas, he resuelto que se forme una Comisión compuesta de los S.S. el Dr. D. Domingo Errázuriz, Canónigo de esta Santa Iglesia Catedral, el Intendente del Ejército de los Andes y Comisario del de Chile. La cual Comisión deberá observar los cuatro artículos de instrucción que he acordado. Lo comunico a Ud. como a uno de los nombrados y como a Presidente de la enunciada Comisión.

Dios guarde a Ud. muchos años.- Cuartel General. Santiago, enero 21 de 1819. Firmado: José de San Martín.[cita requerida]

Sr. Dr. D. Domingo Errázuriz, Canónigo de esta Santa Iglesia Catedral.
Nota: He nombrado Tesorero para el depósito de la cantidad de este contexto al señor Intendente de los Ejércitos de los Andes.
Hay una firma de José de San Martín.[cita requerida]

### Templo votivo de Maipú
El dinero indicado se destinó con posterioridad para la construcción de un templo que consagrara la memoria de la famosa batalla. A pesar de encontrarse con la salud sumamente delicada, el Canónigo Errázuriz se encargó con entusiasmo de la superintendencia de la construcción del templo votivo a Nuestra Señora del Carmen en Maipú, que debía erigirse en recuerdo del triunfo de nuestra independencia.

## Muerte
En el desempeño de esta actividad de superintendente, falleció Domingo de Errázuriz Madariaga en el año de 1819. Había vivido 64 años consagrados por enteró al servicio de sus semejantes, ha dejado el recuerdo grato de un alma bondadosa y tanto por su hombría de bien y un noble representante de la iglesia católica.